# Gabon na Letních olympijských hrách 2008
Gabon se účastnil Letní olympiády 2008 ve dvou sportech. Zastupovali jej 4 sportovci.

## Atletika
- Wilfried Bingangoye 100m - muži
- Ruddy Zang Milama 100m - ženy

## Judo
- Sandrine Tianaou Mboumba

## Taekwondo
- Lionel Baguissi